# Constantin Tănase
Constantin Tănase (n. 5 iulie 1880, Vaslui, Vaslui, România – d. 29 august 1945, București, România) a fost un actor român de scenă și de vodevil, celebru cupletist și o figură cheie în teatrul de revistă românesc.

## Viața
S-a născut într-o familie modestă (tatăl, Ion Tănase, era laborant de farmacie), într-o casă țărănească din Vaslui, județul Vaslui. A fost un elev mediocru, cele mai mari note fiind la muzică și sport, iar primul contact cu teatrul l-a avut prin frecventarea spectacolelor de la Grădina "Pîrjoala", unde se juca teatru popular, cu actori precum Zaharia Burienescu si I.D. Ionescu. Acest lucru l-a inspirat în crearea unui grup de teatru de amatori împreuna cu prietenii, cu care juca scene din piesele Meșterul Manole, Căpitanul Valter Mărăcineanu sau Constantin Brâncoveanu, prima lor scenă fiind beciul casei. În timp, reprezentațiile s-au mutat în hambar și chiar în poiată.
Prima experiență profesională ca actor a fost în cadrul trupei de teatru de limba idiș condusă de Mordechai Segalescu: aveau nevoie de un actor pentru un spectacol in Vaslui și a fost ales tânărul Tănase, care era deja nelipsit de la repetiții. În 1896 termina gimnaziul și, în ciuda dorinței sale de a deveni actor, s-a înscris la liceul militar din Iași, unde a fost respins la examenul medical, singura probă unde nu-și făcuse griji, în favoarea unui fiu de colonel. Dezamăgit, s-a îndreptat către Brăila, unde a frecventat o scurtă perioadă liceul "Nicolae Bălcescu", la care însă a fost nevoit să renunțe după câteva săptămâni din lipsă de bani.
În Brăila s-a împrietenit cu învățătorul și scriitorul Ion Adam, care i-a oferit tânărului de 18 ani catedra sa din Cursești, Rahova, de vreme ce Adam urma să plece la cursuri în Belgia. S-a descurcat destul de bine ca învățător, însă a intrat în conflict cu directorul și câțiva profesori. Cu ajutorul lui Adam, a primit un alt post la Hârșoveni, Poenești, unde învățase poetul Alexandru Vlahuță. Tănase și-a dezvoltat repede propriul stil de predare, aducând muzica și gimnastica pe primul loc, lucru care a atras noi elevi către școală. Părinții elevilor au fost de asemenea implicați în activitățile școlare, prin excursii în aer liber, unde preda istorie și geografie. Ajuns foarte repede un personaj iubit în localitate, atrage însă antipatia notarului și câtorva avocați locali care nu îi apreciau metodele, astfel încât Tănase este în cele din urmă dat afară.
Ziua de 14 octombrie 1899 îl găsește în București, unde s-a înrolat voluntar la Regimentul 1 Geniu București. După efectuarea stagiului militar s-a înscris la cursurile Conservatorului de Artă Dramatică, de unde a absolvit în 1905. A început sa lucreze în teatru, și s-a căsătorit cu Virginia Niculescu în 1917.
In 1919 a pus bazele trupei de teatru Cărăbuș în București, împreună cu care urma să creeze o tradiție de teatru de cabaret/ revistă pe parcursul următorilor 20 de ani, tradiție prezentă și astăzi, mai ales la Teatrul de revistă „Constantin Tănase”, care funcționează încă la adresa fostului "Cărăbuș" pe Calea Victoriei, 33-35, în inima Bucureștiului.
În buna tradiție a marilor actori de comedie, a creat un tip de personaj, acela al cetățeanului simplu, umil și necăjit, mereu în contradicție cu birocrația aparatului de stat; personajul său, unic în costumul său clasic, cu pătrățele, crizantemă la butonieră și bastonaș, s-a făcut purtătorul de cuvânt al unei întregi categorii sociale, ceea ce-l va aduce de multe ori în atenția cenzurii.
Împreună cu "Cărăbuș" a făcut numeroase turnee prin țară, și cel puțin un turneu în Turcia. Tănase a jucat de asemenea și la Paris. O sursă menționează operele de caritate ale actorului – 3 școli primare și o biserică.
La "Cărăbuș", Tănase lansează carierele a numeroși artiști, mai ales Maria Tănase și Horia Șerbănescu.
A fost decorat la 28 ianuarie 1942 cu Ordinul „Coroana României” în gradul de Comandor.

## Moartea

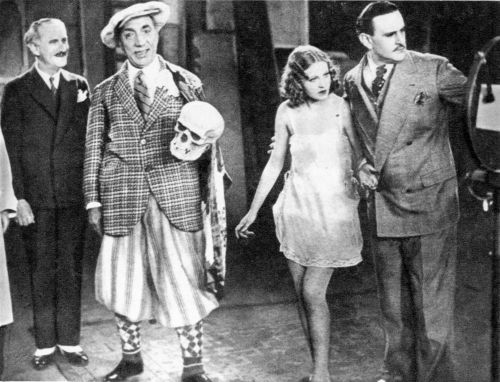
Constantin Tănase jucând în Visul lui Tănase (1932)

Tănase a murit în București pe 29 august 1945. Au existat zvonuri conform cărora actorul ar fi fost ucis de către Armata Roșie invadatoare. Potrivit acestei versiuni, Tănase încă mai juca în București, un an după sosirea rușilor, și a fost ucis din cauza satirei la adresa soldaților ruși care aveau obiceiul să "rechiziționeze" toate bunurile personale purtate la vedere, mai ales ceasuri, pe care le cereau spunând "Davai ceas". Tănase a compus un cuplet:
„Rău a fost cu «was ist das»
Da-i mai rău cu «davai ceas»
De la Nistru pân' la Don
Davai ceas, davai palton
Davai casă și moșie
Harașo, tovărășie!”
După mai multe reprezentații a fost arestat, amenințat cu moartea, și i s-a ordonat să nu mai joace piesa. Dar Tănase nu era omul ușor de intimidat. La următorul spectacol a apărut pe scenă într-un pardesiu imens, cu mâinile "bandajate" cu ceasuri de mâna. Spectatorii l-au aplaudat frenetic la apariție, deși actorul nu a scos nici un cuvânt. Apoi și-a deschis pardesiul, scoțând la iveală un imens ceas cu pendulă. Arătând către acesta, a spus doar: "El tic, eu tac, el tic, eu tac". Două zile mai târziu marele actor era mort.
Nepotul actorului, Radu Alexandru Tănase, a oferit o versiune: blocaj renal în urma unui tratament cu 20 de aspirine/zi, aplicat în urma unei infecții faringiene survenită datorită consumului unei halbe de bere rece într-o zi călduroasă de vară. Întrucât de puțină vreme se inventase penicilina, un apropiat s-a oferit sa îi procure antibioticul din Italia. Din păcate un membru al familiei a refuzat oferta, argumentând că maestrul Tănase avea un sistem de autoreglare al organismului foarte eficient. Ceea ce a urmat s-a dovedit fatal pentru marele actor, teatrul românesc pierzând prematur una dintre cele mai mari valori ale sale din toate timpurile.
A fost înmormântat în Cimitirul Bellu.

## Opera
Teatrul lui Tănase era adesea politic și avangardist. Iată câteva versuri reprezentative dintr-un cântec:
„În țara asta, țara pâinii
Să aibă pâine chiar și câinii
Guvernul nostru ne obligă
S-avem o zi de mămăligă
Lor ce le pasă cum e traiul
Scumpiră trenul și tramvaiul
Scumpiră tot, la cataramă
Până și pâinea și tutunul
Și când înjuri pe șleau de mamă
Ei, cică, eu fac pe nebunul.”
„Teoria mea-i ușoară
Toată viața e o scară
Pe care, ca și la moară
Toți o urcă și-o coboară”
Și cu asta ce-am făcut?
„Ne-am trezit din hibernare
Și-am strigat cât am putut:
Sus cutare! Jos cutare!
Și cu asta ce-am făcut?
Am dorit, cu mic, cu mare,
Și-am luptat, cum am știut,
S-avem nouă guvernare,
Și cu asta ce-am făcut?
Ca mai bine să ne fie,
Ne-a crescut salariul brut,
Dar trăim în sărăcie,
Și cu asta ce-am făcut?

Ia corupția amploare,
Cum nicicând nu s-a văzut,
Scoatem totul la vânzare,
Și cu asta ce-am făcut?
Pentru-a căștiga o pâine,
Mulți o iau de la-nceput,
Rătăcesc prin țări străine,
Și cu asta ce-am făcut?
Traversăm ani grei cu crize,
Leul iar a decăzut,
Cresc întruna taxe-accize,
Și cu asta ce-am făcut?
Totul este ca-nainte,
De belele n-am trecut,
Se trag sforile, se minte,
Și cu asta ce-am făcut?
Se urzesc pe-ascuns vendete,
Cum nicicând nu s-a văzut,
Țara-i plină de vedete,
Și cu asta ce-am făcut?
Pleacă-ai noștri, vin ai noștri!
E sloganul cunoscut;
Iarăși am votat ca proștii,
Și cu asta ce-am făcut?”

## Citate
"Sinceritatea este un pericol numai pentru ignoranți"
"Idealurile se aseamană cu stelele: nu poți ajunge la ele, în schimb te poți orienta".

## Filmografie
- "Peripițiile călătoriei lui Rigadin de la Paris la București" (1924, film mut)
- "Visul lui Tănase" (1932)
- "Răbdare Tănase!" (1943)

## Moștenirea vasluiană
Din momentul în care s-a mutat la București, singurele vizite făcute părinților au fost în timpul turneelor cu "Cărăbuș". Cu toate acestea, una dintre cele două case de cultură din Vaslui îi poartă astăzi numele, iar arhivele sale personale și multe dintre obiectele care i-au aparținut au fost donate de soția actorului către muzeul județean Vaslui. Începând cu anul 1970 la Vaslui are loc un festival de teatru de comedie sub conducerea lui Valentin Silvestru. Festivalul, acum și festival internațional de caricatură, atrage comedianți din toată țara începând cu anul 1980.